# Sparizione di Madeleine McCann

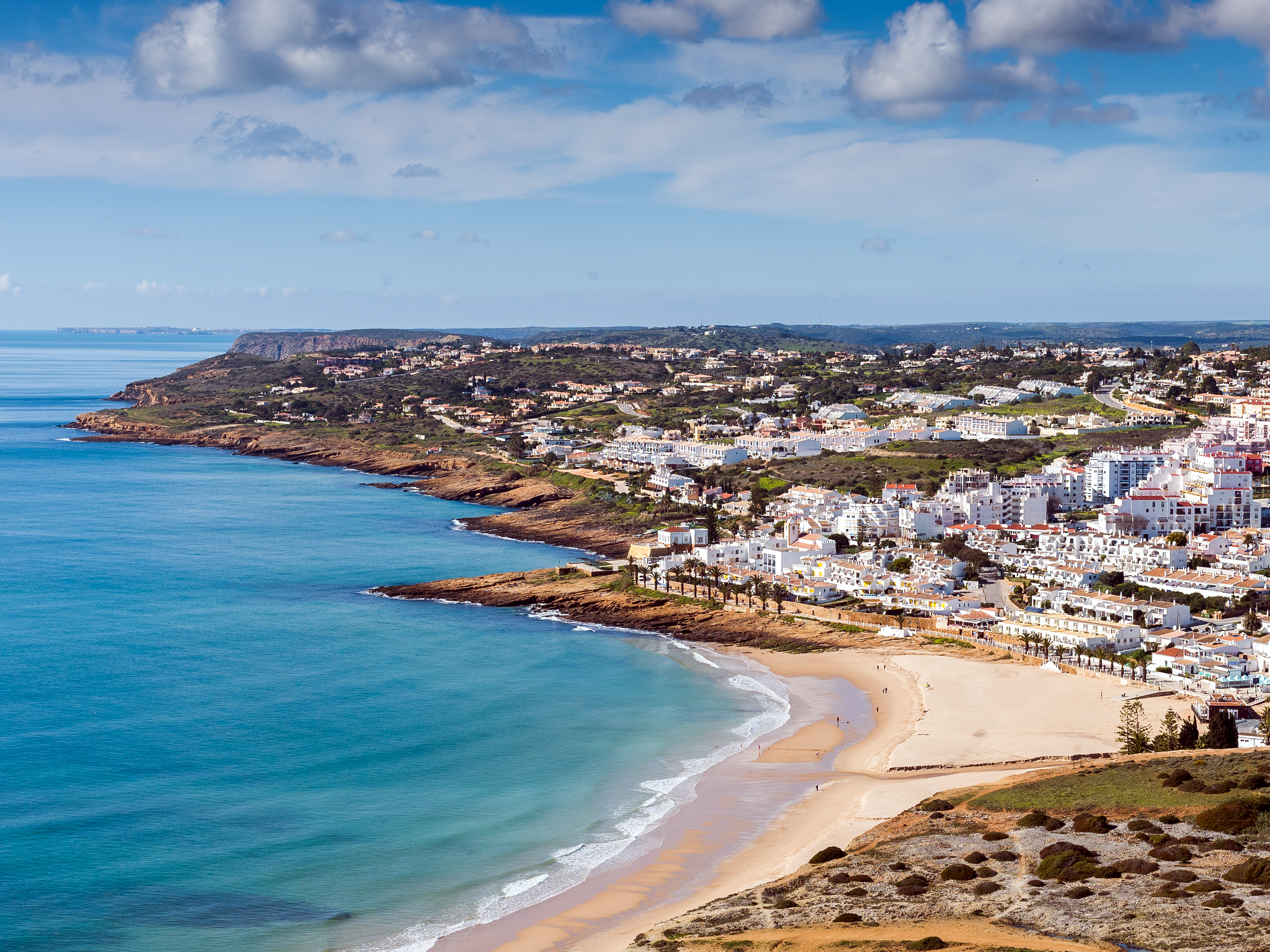
La spiaggia di Praia da Luz, nella zona dell'hotel dove è scomparsa Madeleine McCann

La sparizione di Madeleine “Maddie” Beth McCann, una bambina inglese di tre anni, avvenne la sera di giovedì 3 maggio 2007 a Praia da Luz, una località di villeggiatura frazione di Lagos nella regione di Algarve, in Portogallo. Madeleine non fu mai più ritrovata.

## Storia
Madeleine Beth McCann, nata il 12 maggio 2003 a Leicester, al momento della scomparsa, era in vacanza con i genitori Kate Healy McCann e Gerry McCann, entrambi medici, il fratellino Sean e la sorellina Amelie, gemelli di due anni. 
Il 9 maggio 2007, l'Interpol diffuse un allarme mondiale a tutti gli Stati membri per la sua scomparsa.
I genitori affermarono di averla lasciata senza sorveglianza, con i suoi fratellini, in una camera da letto al pianterreno del residence dove alloggiavano, mentre essi mangiavano con altre tre coppie di amici (tutti in vacanza con figli piccoli) in un ristorante a circa 120 metri di distanza. I genitori e gli amici che si trovavano con loro sostennero di non aver motivo di nutrire preoccupazioni circa il lasciare bambini tanto piccoli da soli in albergo, dal momento che ad intervalli regolari durante la cena un membro del gruppo si recava in albergo a controllare che i bambini stessero bene.
Le indagini iniziali della Polícia Judiciária portoghese conclusero che Madeleine fosse stata «rapita». Dopo ulteriori indagini, la polizia dichiarò successivamente che vi fosse il forte sospetto che la piccola potesse essere morta nella sua stanza. Durante le indagini vi furono numerosi presunti avvistamenti, non confermati, di Madeleine, in Portogallo e in altri paesi, e vennero acquisite prove scientifiche aggiuntive.
Va segnalato che due cani specificamente addestrati per fiutare odore di cadavere rilevarono tale odore nell'appartamento dove la famiglia McCann trascorreva le vacanze (dietro un divano nella stanza principale e nella camera da letto), così come su alcuni indumenti e su un peluche appartenuto alla bambina.
Robert Murat, un residente locale, venne dichiarato ufficialmente sospettato il 15 maggio 2007. Nell'indagine furono coinvolti anche un conoscente di Murat, Sergey Malinka, e la sua fidanzata, Michaela Walczuch. Nondimeno, la polizia che indagava sulla scomparsa ammise il 17 agosto che l'indagine era assolutamente ben lontana da una svolta. Anche Kate e Gerry McCann furono dichiarati sospettati il 7 settembre di aver ucciso la bambina, ma il 9 settembre fu loro consentito di riprendere l'aereo per il Regno Unito. L'indagine richiese la cooperazione della polizia britannica e di quella portoghese e mise in evidenza le diverse metodologie impiegate da ciascuna, con riguardo ad aspetti quali la quantità di informazioni diffuse tra il pubblico e lo status giuridico delle persone coinvolte nel caso.
Il 21 luglio 2008, infine, sia Murat che i coniugi McCann vennero scagionati da ogni accusa ed il loro status di sospettati fu revocato. Nella stessa data, il procuratore generale portoghese Monteiro chiuse il caso senza risultati. Il caso rimane aperto per la procura inglese e l'interpol.
Il 4 giugno 2020 la procura federale di Germania ha annunciato che un cittadino tedesco di 43 anni di nome Christian Brückner, già condannato per lo stupro di una turista di 72 anni e detenuto per spaccio di droga, in passato protagonista di abusi sessuali e atti di pedofilia, è sospettato del rapimento e dell'omicidio di Madeleine McCann, oltre che di una bambina tedesca; l'uomo ha vissuto in Portogallo, proprio nella regione di Algarve, tra il 1995 e il 2007 e sarebbe entrato nella stanza d’albergo per un furto ma avrebbe deciso poi di portare via la bambina. Secondo la procura tedesca Madeleine McCann sarebbe morta poco dopo la sparizione.

## Impatto mediatico
La scomparsa di Madeleine e ciò che ne è seguito sono notevoli anche per l'ampiezza e la durata della copertura mediatica. Questa inizialmente è stata dovuta al coinvolgimento attivo dei genitori nel pubblicizzare il caso e alle numerose campagne di sensibilizzazione da parte di celebrità internazionali nonché, successivamente, all'interesse suscitato dalle accuse rivolte ai genitori. La vicenda ha generato grande attenzione da parte dei mezzi di comunicazione internazionali, sollevando polemiche in merito alle indagini condotte dalla polizia portoghese (accusata di ritardi e superficialità) e alla condotta dei genitori di Madeleine (criticati in primo luogo per aver lasciato da soli i loro bambini). Vi sono state inoltre critiche sull'ampiezza e la natura della pubblicità e sul modo (a volte eccessivo o morboso) in cui la scomparsa è stata seguita sia dai media portoghesi che da quelli britannici.
Secondo notizie di stampa (riprese ad esempio dal canale d'informazione francese LCI), un sito promosso dalla famiglia di Madeleine per ricevere informazioni e raccogliere fondi al fine di aiutare le ricerche ha registrato cinque milioni di visite in meno di ventiquattr'ore. Sono state ricevute offerte di donazioni da parte di semplici individui, di piccole imprese ma anche di multinazionali al fine di contribuire a lanciare una campagna di propaganda in tutta Europa.
Ci sono stati appelli da molti leader politici e personalità sportive e sono state offerte ricompense per oltre 2,6 milioni di sterline. I genitori di Maddie hanno avuto un'udienza con l'allora Papa Benedetto XVI e hanno intrapreso una serie di visite nei principali paesi europei e nordafricani, oltre che negli Stati Uniti, per sensibilizzare l'opinione pubblica e mantenere viva l'attenzione sulla vicenda. La pubblicità ha anche innescato tentativi di truffa con la creazione di falsi siti web, persone che raccoglievano denaro con l'inganno e altre che asserivano falsamente di avere informazioni sul luogo in cui si trovava la bambina.
In seguito alle accuse rivolte loro dai media, sia i coniugi McCann che Robert Murat hanno intentato causa per diffamazione a mezzo stampa. Nel marzo 2008 il Daily Express e il Daily Star hanno pubblicato scuse in prima pagina e hanno accettato di pagare ai McCann 550.000 sterline per risarcimento danni. Un raggruppamento di giornali britannici si è accordato con Murat, il 17 luglio, per un risarcimento di 600.000 sterline e ha pubblicato una lettera di scuse. Risarcimenti sono andati anche a Sergey Malinka e Michaela Walczuch, che hanno ricevuto più di 100.000 sterline ciascuno.